# Sterne und Weltraum
«Зорі і космос» (нім. Sterne und Weltraum) — німецькомовний науково-популярний журнал про астрономію та космічні дослідження. Він щомісяця видається компанією Spektrum der Wissenschaft Verlagsgesellschaft. У ньому фахівці та аматори простою мовою описують результати нещодавніх астрономічних досліджень, сучасні космічні технології та дають поради для власних астрономічних спостережень.

## Історія
Журнал був заснований 1962 року Гансом Ельзессером, Рудольфом Кюном і Карлом Шайферсом. Спочатку він видавався в Бібліографічним інститутом в Мангаймі, потім у видавництві Sterne und Weltraum у Дюссельдорфі та Мюнхені, а з 1996 року в Гайдельберзі. 1 січня 1997 року «Sterne und Weltraum» було об'єднано з журналом «Die Sterne», який виходив з 1921 року, зберігши назву. Таким чином «Sterne und Weltraum» є найстарішим із усіх популярних науково-популярних журналів, які досі видаються в Німеччині.
З 1997 року через нерегулярні проміжки часу виходять спеціальні випуски, присвячені поглибленому розборуокремих тем. Від 2015 в «Sterne und Weltraum» був значною мірою інтегрований астрономічний щорічник Анерта, що видавався компанією Spektrum der Wissenschaft Verlagsgesellschaft з 2001 по 2014 роки і є наступником «Календаря для друзів зір» 1948 року.
Редактори журналу Тільманн Альтхаус, Мартін Нойманн, Аксель Кетц, Дайан Дюе разом з Будинок астрономії керують проектом «Наука в школах» (нім. Wissenschaft in die Schulen), який надає дидактичні матеріали для вчителів і учнів.